# Ewald-von-Kleist-Preis

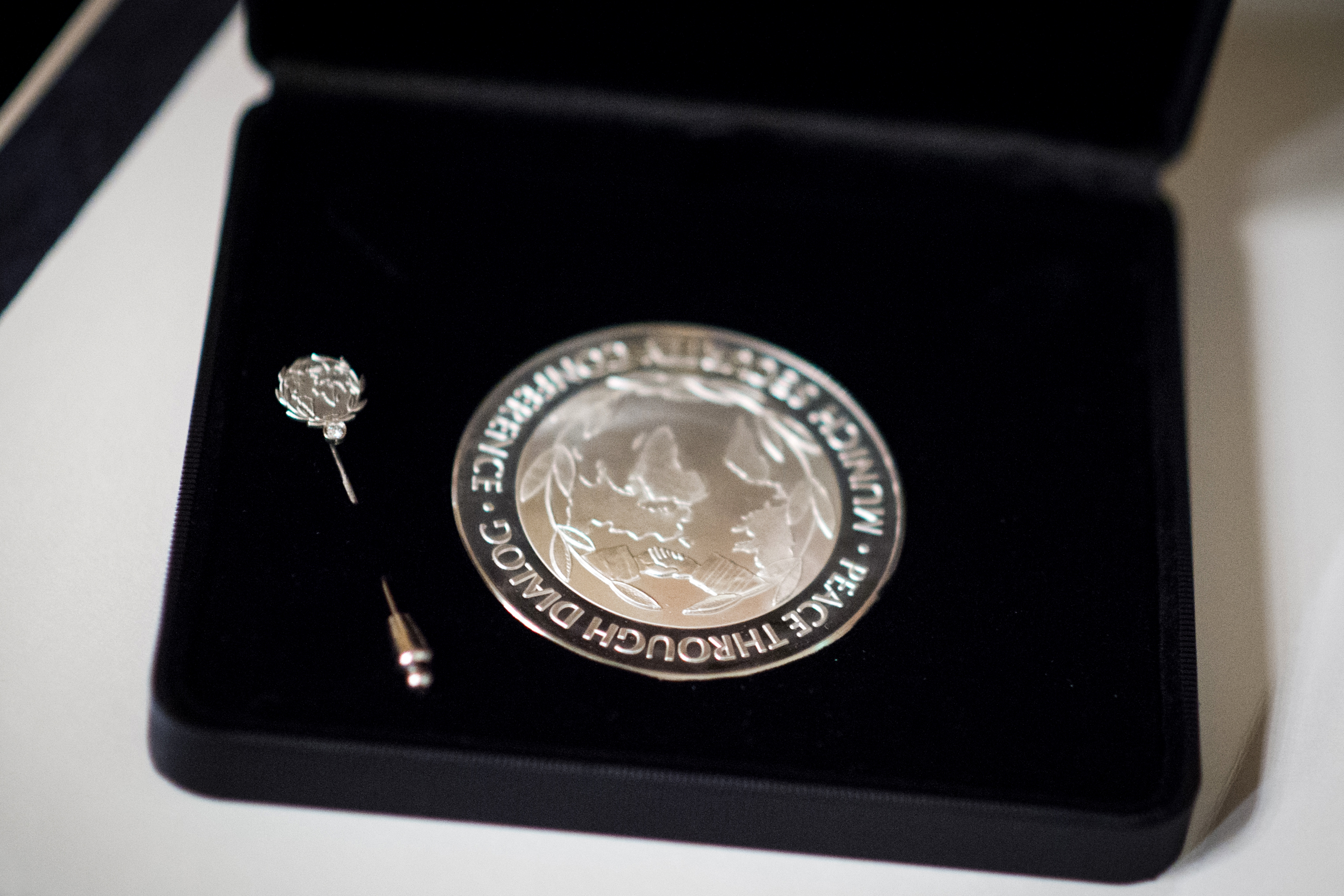
Ewald-von-Kleist-Preis (2014)

Der Ewald-von-Kleist-Preis ist ein seit 2009 durch die Münchner Sicherheitskonferenz (MSC; vormals Wehrkundetagung) vergebener Friedenspreis.

## Zweck
Vergeben wird der Preis an Persönlichkeiten der Außen- und Sicherheitspolitik, „die sich in besonderer Weise für Frieden und Konfliktbewältigung eingesetzt haben“. Benannt ist er nach dem Widerstandskämpfer gegen den Nationalsozialismus, Fachverleger und Gründer der Wehrkundetagung Ewald-Heinrich von Kleist (1922–2013).
Der Münchner Juwelier Maximilian Heiden gestaltete und stiftete eine silberne Medaille mit der Inschrift FRIEDEN DURCH DIALOG. Unter diesem Namen wurde der Preis von 2005 bis 2008 vergeben. Er wird im Rahmen einer Festveranstaltung auf Einladung des Bayerischen Ministerpräsidenten im Kaisersaal der Münchner Residenz überreicht.

## Preisträger

### Medaille „Frieden durch Dialog“
- 2005 Kofi Annan
- 2006 John McCain
- 2007 Javier Solana
- 2008 erhielt die Medaille ein Soldat der kanadischen Streitkräfte, der bei einer internationalen Friedensmission verwundet worden war. Er wurde stellvertretend für alle Soldaten ausgezeichnet, die ihr Leben für den Frieden riskierten.

### Ewald-von-Kleist-Preis
- 2009 Henry Kissinger (Laudatio: Ewald-Heinrich von Kleist)
- 2010 Javier Solana (Laudatio: Bernard Kouchner)
- 2012 Joseph Lieberman
- 2013 Brent Scowcroft (Laudatio: Javier Solana)
- 2014 Helmut Schmidt und Valéry Giscard d’Estaing (Laudatio: Henry Kissinger)
- 2015 Organisation für Sicherheit und Zusammenarbeit in Europa (OSZE) – entgegengenommen durch Didier Burkhalter, Ivica Dačić, Frank-Walter Steinmeier und Lamberto Zannier (Laudatio: Kofi Annan)
- 2016 Christiana Figueres und Laurent Fabius (Laudatio: Jan Eliasson)
- 2017 Joachim Gauck (Laudatio: Sauli Niinistö)
- 2018 John McCain (Laudatio: Joe Biden)
- 2019 Alexis Tsipras und Zoran Zaev (Laudatio: Heiko Maas)
- 2020 Vereinte Nationen vertreten durch Jean-Pierre Lacroix (Laudatio: Ursula von der Leyen)
- 2021 Angela Merkel
- 2022 Jens Stoltenberg (Laudatio: Ursula von der Leyen)
- 2023 Finnland und Schweden (Laudatio: Mette Frederiksen)[2]
- 2024 Mia Amor Mottley und John F. Kerry[3]
- 2025 Kaja Kallas[4]